# El Mundo Nuevo
El Mundo Nuevo fue un periódico editado en Madrid a lo largo de 1851, durante el reinado de Isabel II. 

## Historia
Editado en Madrid, fue impreso primeramente en una imprenta propia, a cargo de Tomás Núñez Amor. Sus ejemplares contaban con cuatro páginas con unas dimensiones de 0,284 x 0,202 m. Tenía una periodicidad diaria y el subtítulo «periódico satírico, político-literario».
Dirigido a la burguesía, en su cabecera figuraba un grabado con la imagen de un tutilimundi. Su primer número apareció publicado el día 1 de abril de 1851, cesando el 13 de julio de ese mismo año. Entre los redactores del periódico se encontraron nombres como los de Antonio Hurtado y Eulogio Florentino Sanz.